# Andryes
Andryes és un municipi francès, situat al departament del Yonne i a la regió de Borgonya - Franc Comtat. L'any 2007 tenia 480 habitants.

## Demografia

### Població
El 2007 la població de fet d'Andryes era de 480 persones. Hi havia 216 famílies, de les quals 78 eren unipersonals (33 homes vivint sols i 45 dones vivint soles), 73 parelles sense fills, 53 parelles amb fills i 12 famílies monoparentals amb fills.
La població ha evolucionat segons el següent gràfic:
Habitants censats

### Habitatges
El 2007 hi havia 323 habitatges, 218 eren l'habitatge principal de la família, 86 eren segones residències i 19 estaven desocupats. 309 eren cases i 8 eren apartaments. Dels 218 habitatges principals, 191 estaven ocupats pels seus propietaris, 22 estaven llogats i ocupats pels llogaters i 5 estaven cedits a títol gratuït; 3 tenien una cambra, 11 en tenien dues, 47 en tenien tres, 61 en tenien quatre i 96 en tenien cinc o més. 158 habitatges disposaven pel capbaix d'una plaça de pàrquing. A 126 habitatges hi havia un automòbil i a 65 n'hi havia dos o més.

### Piràmide de població
La piràmide de població per edats i sexe el 2009 era:
| Homes | Edats   | Dones |
| ----- | ------- | ----- |
| 0     | 95 o +  | 0     |
| 0     | 90 a 94 | 8     |
| 4     | 85 a 89 | 4     |
| 0     | 80 a 84 | 0     |
| 8     | 75 a 79 | 8     |
| 32    | 70 a 74 | 12    |
| 28    | 65 a 69 | 28    |
| 20    | 60 a 64 | 20    |
| 8     | 55 a 59 | 24    |
| 8     | 50 a 54 | 4     |
| 16    | 45 a 49 | 8     |
| 12    | 40 a 44 | 4     |
| 16    | 35 a 39 | 16    |
| 8     | 30 a 34 | 8     |
| 20    | 25 a 29 | 12    |
| 4     | 20 a 24 | 16    |
| 24    | 15 a 19 | 4     |
| 16    | 10 a 14 | 16    |
| 20    | 5 a 9   | 8     |
| 8     | 0 a 4   | 12    |

## Economia
El 2007 la població en edat de treballar era de 257 persones, 177 eren actives i 80 eren inactives. De les 177 persones actives 160 estaven ocupades (88 homes i 72 dones) i 16 estaven aturades (8 homes i 8 dones). De les 80 persones inactives 39 estaven jubilades, 20 estaven estudiant i 21 estaven classificades com a «altres inactius».

### Ingressos
El 2009 a Andryes hi havia 206 unitats fiscals que integraven 442,5 persones, la mediana anual d'ingressos fiscals per persona era de 16.083 €.

### Activitats econòmiques
Dels 12 establiments que hi havia el 2007, 3 eren d'empreses extractives, 3 d'empreses de construcció, 1 d'una empresa de comerç i reparació d'automòbils, 2 d'empreses d'hostatgeria i restauració, 1 d'una empresa d'informació i comunicació i 2 d'empreses classificades com a «altres activitats de serveis».
Dels 5 establiments de servei als particulars que hi havia el 2009, 1 era una funerària, 1 paleta, 1 fusteria, 1 lampisteria i 1 perruqueria.
L'únic establiment comercial que hi havia el 2009 era una carnisseria.
L'any 2000 a Andryes hi havia 15 explotacions agrícoles que ocupaven un total de 1.386 hectàrees.

## Equipaments sanitaris i escolars
El 2009 hi havia una escola elemental integrada dins d'un grup escolar amb les comunes properes formant una escola dispersa.

## Poblacions més properes
El següent diagrama mostra les poblacions més properes.